# بنه زمین (سیاهکل)
بنه زمین ، روستایی از توابع بخش دیلمان شهرستان سیاهکل در استان گیلان ایران است.

## جمعیت
این روستا در دهستان پیرکوه قرار دارد و براساس سرشماری مرکز آمار ایران در سال ۱۳۸۵، جمعیت آن ۴۰۶ نفر (۹۳خانوار) بوده‌است.